# Тимофієвка (Аулієкольський район)
Тимофі́євка (каз. Тимофеев) — село у складі Аулієкольського району Костанайської області Казахстану. Адміністративний центр та єдиний населений пункт Тимофієвської сільської адміністрації.
Населення — 1240 осіб (2021; 1730 у 2009, 1840 у 1999, 2013 у 1989).